# گوه‌ای‌دندان
گوه‌ای‌دندان (نام علمی: Sphenacodon) نام یک سرده از رده هم‌کمانان است.